# Laterne des Aristoteles

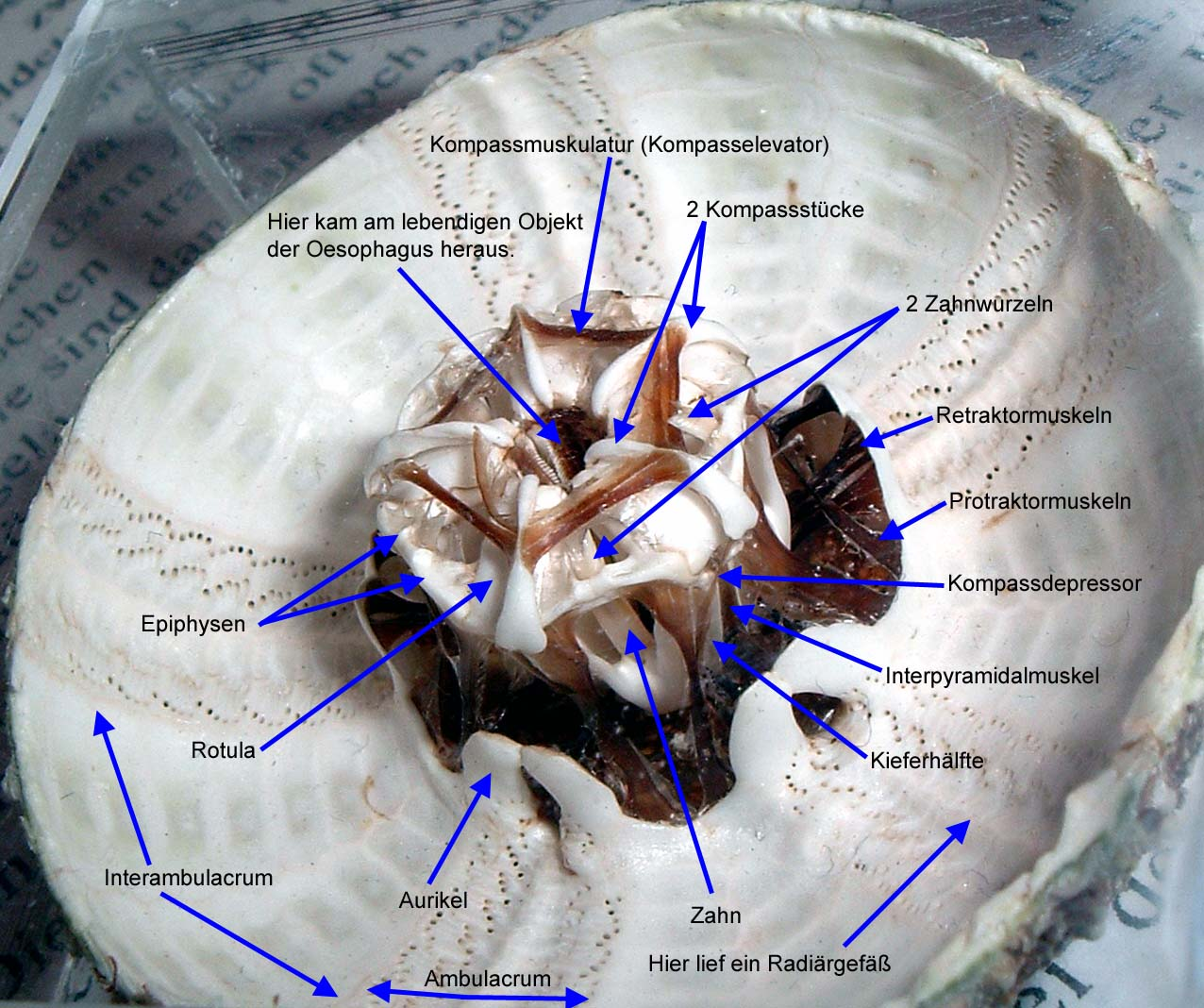
Die Laterne des Aristoteles

Die Laterne des Aristoteles (lateinisch Laterna Aristotelis) ist der innere Kieferapparat der Seeigel, speziell der pentameren Regularia und der Clypeasteridae. Er besteht aus 40 Skelettplatten mit fünf Zähnen, die beweglich miteinander verbunden sind. Erstmals beschrieben wurde der Kauapparat vom griechischen Universalgelehrten Aristoteles als Laterne (altgriechisch λαμπτήρ), wodurch sie ihren heutigen Namen erhielt.

## Aufbau
Der Kieferapparat ist achsensymmetrisch mit einer fünfzähligen Symmetrieachse (Pentamerie) aufgebaut. Er bildet die Mundöffnung der Tiere und umfasst dadurch den Schlund. Die wichtigsten Elemente sind die fünf zahntragenden interradialen Pyramiden, an die auch die Muskulatur für die Kiefer ansetzt. Mithilfe des Zahnapparates können Seeigel Oberflächen abschaben oder Nahrungsteile zerkleinern, einige Arten bohren sich mit ihm auch in Gesteine ein.

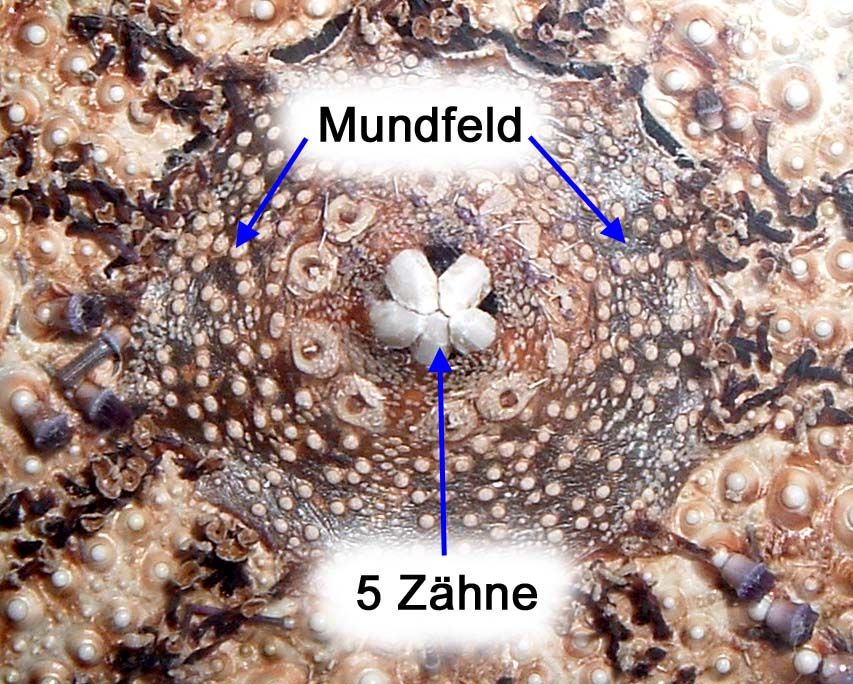
Mundfeld eines Seeigels, Detailaufnahme mit Zahnapparat
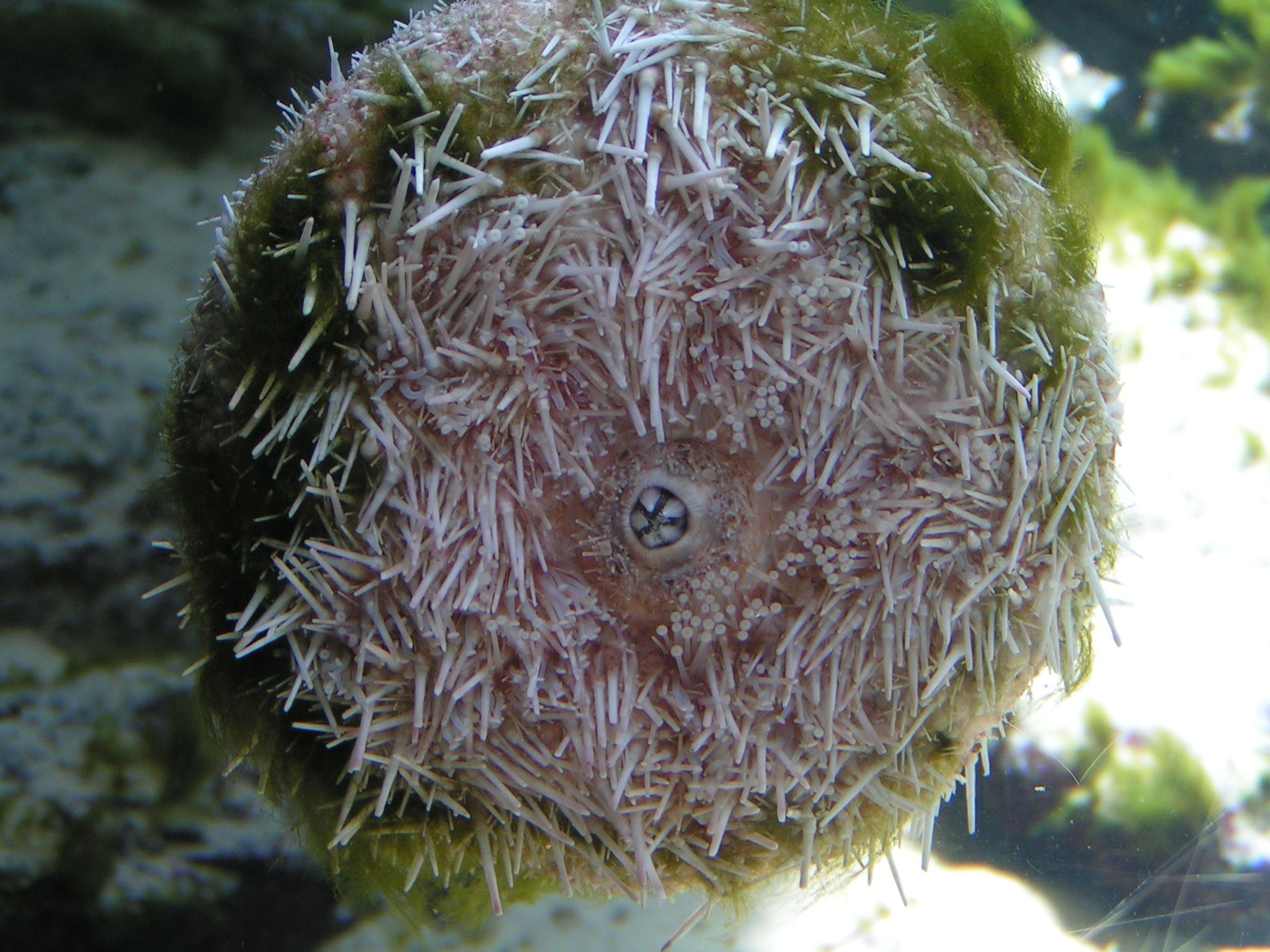
Seeigel, Oralseite mit Zahnapparat